# Georg Rudolph Wolter Kymmell (1818-1887)

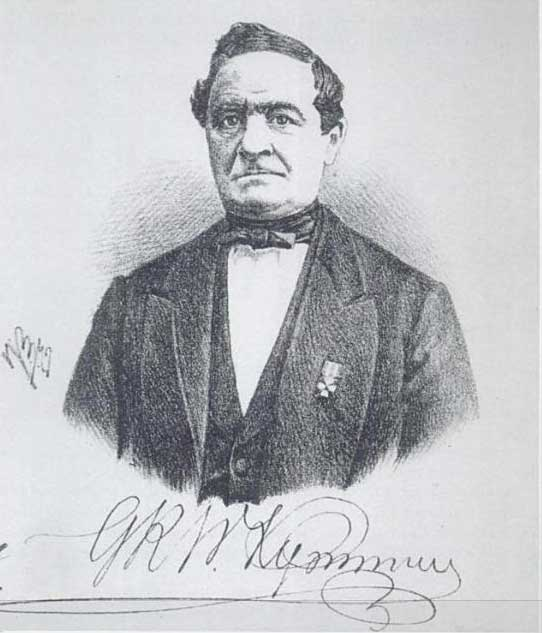
Georg Rudolph Wolter Kymmel (1818-1887) omstreeks 1873

Georg Rudolph Wolter Kymmell (Assen, 10 oktober 1819 - aldaar, 18 juni 1887) was een Nederlandse ambtenaar, politicus en rijksarchivaris.

## Leven en werk
Kymmell was een zoon van de ontvanger der registratie en domeinen en vrederechter Jan Abraham Rudolph Kymmell en Anna Vos. Kymmell was genoemd naar zijn grootvader Georg Rudolph Wolther, schulte en maire van Dalen en Oosterhesselen. Kymmell was van 1850 tot 1857 gemeentesecretaris van Assen. Vervolgens werd hij provinciaal archivaris, later rijksarchivaris in Drenthe. Vanaf 1860 was hij lid van de gemeenteraad in zijn woonplaats Assen. Kymmel was secretaris-penningmeester van het provinciaal museum te Drenthe. Hij werd in 1873 benoemd tot Ridder in de Orde van de Eikenkroon.
Kymmell trouwde op 11 juli 1850 te Zwolle met Anna Clasina Ovink, dochter van Asuerus Ovink en Lourentia Willemina Revius. Ze kregen drie zonen en een dochter; Asuerus werd ambtenaar van de provinciale griffie, Jan Abraham Rudolph werd burgemeester van Havelte en Nijeveen en Anne Willem werd directeur van de Postcheque- en Girodienst. Beider laatste carrières waren niet succesvol. Jan Abraham Rudolph werd veroordeeld wegens valsheid in geschrifte en Anne Willem werd ontslagen wegens falend leiderschap.